# Lars Leander

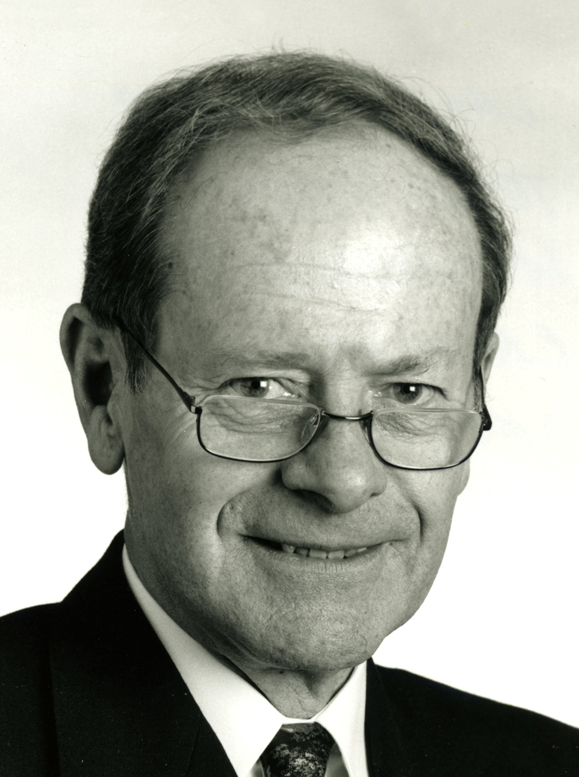
Lars Leander, ca 1985

Lars Ragnar Sigfrid Leander, född den 4 april 1931 i Karlskrona, död den 26 juni 2015 i Lund, var en svensk företagsledare.

## Biografi
Leander växte upp i Karlskrona, flyttade 1943 till Stockholm och tog studentexamen vid Östermalms högre läroverk i Stockholm 1950. Han blev fil. mag. vid Lunds universitet 1957 i moderna språk, pedagogik och praktisk filosofi. 
Han anställdes av Hans Rausing vid Tetra Pak AB 1957. Leander hade under fyra årtionden ett antal centrala befattningar i Tetra Pak. Han blev VD för dotterbolaget i Schweiz 1960, direktör i det internationella huvudbolaget 1961, marknadschef för Frankrike, Italien, Schweiz och Österrike 1963 och marknadsansvarig för Västeuropa 1965. 
Leander utnämndes till vice VD och executive vice president i koncernen 1968, då med globalt marknadsansvar. Från 1962 hade Leander även ett flertal styrelsebefattningar inom Tetra Pak-koncernen. Leander flyttade 1981 till Lausanne, Schweiz dit koncernens ledningsgrupp då flyttade. Han kvarstannade där till 1995 då han gick i pension och samtidigt blev utnämnd till hedersledamot i Tetra Lavals styrelse. Författare till företagshistoriken “Tetra Pak – visionen som blev verklighet” som utgavs 1995–1996 på sex språk. Lars Leander återvände till Lund 1997 och var därefter under flera år engagerad av Tetra Pak med styrelsearbete, föreläsningar samt som redaktör och skribent. 
Lars Leander var vice ordförande i styrelsen för Marinmusei Vänner i Karlskrona under ca tio år från 1997. Han var grundare av Stiftelsen Annik och Lars Leander som årligen delar ut två stipendier – ett till en studerande i komposition vid Musikhögskolan i Malmö, Lunds universitet och ett till elev vid Teaterhögskolan i Malmö, Lunds universitet. 

## Familj
Lars Leander var son till Sigfrid Leander och hans hustru Calla Leander, född Mårtensson. Han var gift med Anne-Marie ("Annik") Paule Dutauziet (född 1936 i Frankrike) och har med henne tre barn: civilekonomen Mats Leander, skådespelaren Harald Leander och musikern Caroline Leander. Han var en av författarna till släktkrönikan Familjen Leander – sex syskon berättar (2008).